# ASD Chiavari Calcio Caperana
Associazione Sportiva Dilettantistica Chiavari Calcio Caperana byl italský fotbalový klub sídlící ve městě Chiavari. Klub byl založen v roce 1972 jako Associazione Sportiva Dilettantistica Caperanese, zanikl v roce 2014.

## Umístění v jednotlivých sezonách
| Sezóny  | Liga               | Úroveň | Z  | V  | R  | P  | VG | OG | +/- | B  | Pozice |
| ------- | ------------------ | ------ | -- | -- | -- | -- | -- | -- | --- | -- | ------ |
| 2009/10 | Eccellenza Liguria | 6      | 30 | 21 | 6  | 3  | 69 | 27 | +42 | 60 | 2.     |
| 2010/11 | Serie D – sk. A    | 5      | 38 | 15 | 6  | 17 | 54 | 62 | -8  | 51 | 12.    |
| 2011/12 | Serie D – sk. A    | 5      | 36 | 13 | 12 | 11 | 52 | 50 | +2  | 51 | 9.     |
| 2012/13 | Serie D – sk. A    | 5      | 34 | 15 | 5  | 14 | 53 | 44 | +9  | 50 | 7.     |
| 2013/14 | Serie D – sk. A    | 5      | 34 | 11 | 13 | 10 | 35 | 30 | +5  | 46 | 8.     |